# Svartbaggar
Svartbaggar (Tenebrionidae) är en familj i ordningen skalbaggar. Man uppskattar att det finns mellan 12 000 och 15 000 arter i familjen.
Familjen ingår i den artrika underordningen allätarbaggar och det finns arter som livnär sig på nedbrutet organiskt material från både växter och djur. Några arter räknas som skadedjur.

## Arter
- Samtliga mjölbaggar ingår i familjen svartbaggar:
  - Svartbrun mjölbagge (Tribolium destructor), vanligast av mjölbaggarna som skadedjur i Sverige.
  - Stor mjölbagge (Tenebrio molitor)
  - Kastanjebrun mjölbagge (Tribolium castaneum)
  - Rismjölbagge (Tribolium confusum)

- Fyra arter dödsbud
  - Vanligt dödsbud (Blaps mortisaga)
  - Klumpigt dödsbud
  - Förväxlat dödsbud
  - Packhus-dödsbud